# Station Trooz
Station Trooz is een spoorwegstation langs spoorlijn 37 (Luik – Aken) in de gemeente Trooz. Het is nu een stopplaats. Van hieruit vertrok een normaalsporige buurtspoorweglijn naar station Poulseur gelegen aan de spoorlijn 43. Het gedeelte van de lijn bij Trooz is in 1938 opgebroken.

## Treindienst
| Serie       | Treinsoort          | Route                                                                                                  | Bijzonderheden                  |
| ----------- | ------------------- | --- | ------------------------------- |
| S 41 RE 29  | S-trein Luik (NMBS) | Luik-Sint-Lambertus – Luik-Guillemins – Angleur – Trooz – Verviers-Centraal – Welkenraedt – Aachen Hbf | euregioAIXpress In België als S |
| P 7450/8450 | Piekuurtrein (NMBS) | Welkenraedt – Verviers-Centraal – Trooz – Luik-Guillemins – Herstal                                    | Rijdt alleen op werkdagen.      |

## Galerij

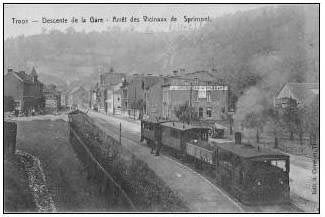
Normaalsporige NMVB stoomtram
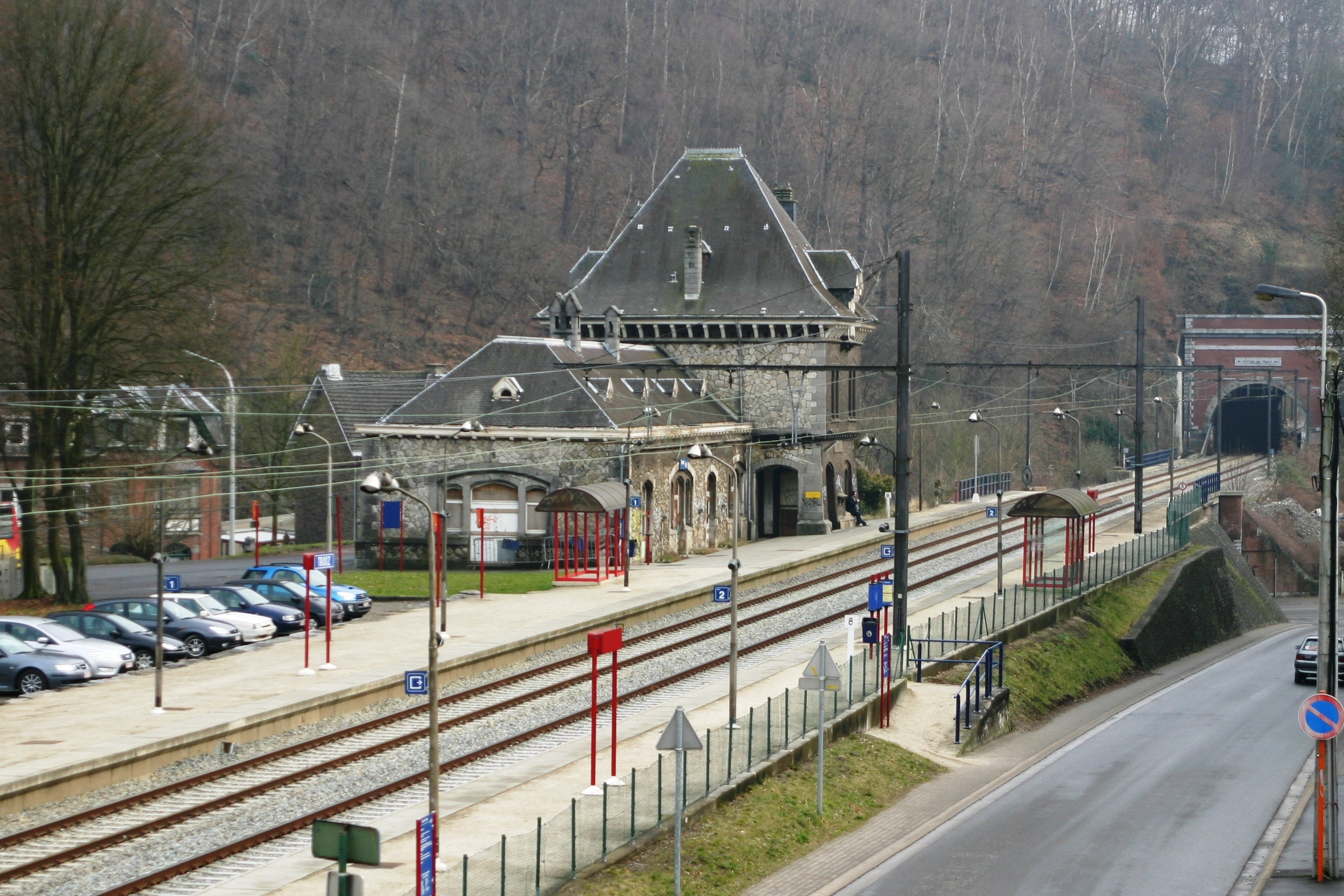
Het station in 2008

## Reizigerstellingen
De grafiek en tabel geven het gemiddeld aantal instappende reizigers weer op een week-, zater- en zondag.
| Tabel: aantal instappende reizigers station Trooz | Tabel: aantal instappende reizigers station Trooz | Tabel: aantal instappende reizigers station Trooz | Tabel: aantal instappende reizigers station Trooz |
|                                                   | Weekdag                                           | Zaterdag                                          | Zondag                                            |
| ------------------------------------------------- | ------------------------------------------------- | ------------------------------------------------- | ------------------------------------------------- |
| 1977                                              | 116                                               | 28                                                | 30                                                |
| 1978                                              | 105                                               | 42                                                | 38                                                |
| 1979                                              | 108                                               | 51                                                | 41                                                |
| 1980                                              | 99                                                | 47                                                | 42                                                |
| 1981                                              | 110                                               | 45                                                | 32                                                |
| 1982                                              | 108                                               | 50                                                | 62                                                |
| 1983                                              | 103                                               | 24                                                | 23                                                |
| 1984                                              | 124                                               | 49                                                | 43                                                |
| 1985                                              | 126                                               | 38                                                | 33                                                |
| 1986                                              | 100                                               | 48                                                | 47                                                |
| 1987                                              | 133                                               | 58                                                | 45                                                |
| 1988                                              | 125                                               | 27                                                | 29                                                |
| 1989                                              | 99                                                | 27                                                | 32                                                |
| 1990                                              | 107                                               | 23                                                | 19                                                |
| 1991                                              | 131                                               | 27                                                | 23                                                |
| 1992                                              | 117                                               | 29                                                | 36                                                |
| 1993                                              | 132                                               | 33                                                | 30                                                |
| 1994                                              | 132                                               | 39                                                | 48                                                |
| 1995                                              | 118                                               | 29                                                | 28                                                |
| 1996                                              | 130                                               | 30                                                | -                                                 |
| 1997                                              | 107                                               | 30                                                | -                                                 |
| 1998                                              | 159                                               | 27                                                | 30                                                |
| 1999                                              | 107                                               | 27                                                | 24                                                |
| 2000                                              | 208                                               | 42                                                | 38                                                |
| 2001                                              | 93                                                | 21                                                | 19                                                |
| 2002                                              | 111                                               | 22                                                | 13                                                |
| 2003                                              | 115                                               | 20                                                | 22                                                |
| 2004                                              | 155                                               | 21                                                | 24                                                |
| 2005                                              | 103                                               | 18                                                | 20                                                |
| 2006                                              | 117                                               | 46                                                | 23                                                |
| 2007                                              | 120                                               | 22                                                | 26                                                |
| 2008                                              | -                                                 | -                                                 | -                                                 |
| 2009                                              | 132                                               | 32                                                | 27                                                |
| 2010                                              | -                                                 | -                                                 | -                                                 |
| 2011                                              | -                                                 | -                                                 | -                                                 |
| 2012                                              | 167                                               | 21                                                | 20                                                |
| 2013                                              | 157                                               | 25                                                | 16                                                |
| 2014                                              | 159                                               | 32                                                | 34                                                |
| 2015                                              | 115                                               | 41                                                | 27                                                |
| 2016                                              | 151                                               | 86                                                | 57                                                |
| 2017                                              | 147                                               | 55                                                | 48                                                |
| 2018                                              | 138                                               | 47                                                | 37                                                |
| 2019                                              | 119                                               | 44                                                | 37                                                |
| 2020                                              | 67                                                | 49                                                | 26                                                |
| 2021                                              | -                                                 | -                                                 | -                                                 |
| 2022                                              | 122                                               | 71                                                | 54                                                |
| 2023                                              | 162                                               | 53                                                | 35                                                |
| 2024                                              | 167                                               | 60                                                | 50                                                |

0,0: Luik-Guillemins ·
2,6: Angleur ·
4,1: Chênée ·
5,8: Henne-Chèvremont ·
11,0: Chaudfontaine ·
9,5: La Broucke ·
11,0: Trooz ·
13,8: Fraipont ·
15,3: Nessonvaux ·
17,8: Goffontaine ·
18,8: Cornesse ·
20,3: Pepinster ·
23,5: Ensival ·
25,5: Verviers-West ·
Verviers-Central ·
25,4: Verviers-Palais ·
27,1: Verviers-Oost ·
29,5: Nasproué ·
31,7: Dolhain-Gileppe ·
33:0: Dolhain-Vicinal ·
Welkenraedt-Ouest ·
37,7: Welkenraedt ·
39,5: Herbesthal ·
42,4: Astenet ·
45,9: Hergenrath ·
Aachen Hbf